# Казимир (Вологодская область)
Казимир — деревня в Череповецком районе Вологодской области.
Входит в состав Абакановского сельского поселения, с точки зрения административно-территориального деления — в Абакановский сельсовет.
Расстояние по автодороге до районного центра Череповца — 37 км, до центра муниципального образования Абаканово — 7 км. Ближайшие населённые пункты — Трушнево, Погорелка, Хуторок.
По данным переписи в 2002 году постоянного населения не было.